# Esperimento di scelta ritardata di Wheeler
L'esperimento di scelta ritardata di Wheeler è un insieme di esperimenti mentali ideati da John Archibald Wheeler basati concettualmente su una rielaborazione dell'esperimento della doppia fenditura, alcuni dei quali eseguiti concretamente nel 1978 e nel 1984.

Questi esperimenti tentano di stabilire se i fotoni in qualche modo siano in grado di "percepire" l'apparato sperimentale, assumendo uno stato coerente con esso, o se la loro configurazione è quella di uno stato indeterminato permanente, né onda né particella, che si manifesta con una delle due modalità in base a come vengono rilevati nel momento finale dell'esperimento. In particolare alcune interpretazioni della teoria affermano che ogni fotone "deciderebbe autonomamente" se comportarsi come particella o come onda e poi, una volta entrato nel dispositivo sperimentale, potrebbe "cambiare" la propria configurazione comportandosi in modo opposto. L'intento di Wheeler era quello di indagare le condizioni relative al tempo in cui un fotone realizzerebbe questa transizione tra stati presunti. Tuttavia fu molto chiaro su questo punto:
Questa tipologia di esperimenti si è rivelata molto difficile da realizzare, tuttavia se ne è dimostrata molto utile la teorizzazione, che ha portato i ricercatori a fornire "manifestazioni sempre più sofisticate della dualità onda-particella di ogni singolo quanto".

## Introduzione
Secondo il principio di complementarità, un fotone può manifestarsi sia come particella che come onda, ma non entrambe nello stesso tempo. Questa caratteristica dipende dal fatto che gli sperimentatori utilizzano dispositivi destinati a osservare o particelle o onde. Quando quest'affermazione viene rigidamente applicata, si potrebbe sostenere che determinando il tipo di rivelatore si può costringere il fotone a manifestarsi solo come particella o solo come onda. Inoltre, il rilevamento di un fotone è un processo distruttivo perché un fotone non può mai essere osservato in volo. Quando un fotone viene rilevato, ad esempio, è assorbito da un elettrone all'interno di in un fotomoltiplicatore che, grazie alla sua energia attiva una cascata di eventi prodotti dal dispositivo. Un fotone appare sempre in un certo punto, molto localizzato, sia nel tempo che nello spazio. Negli apparati che rilevano i fotoni, le posizioni sugli schermi di rilevamento che indicano la ricezione del fotone, danno un'indicazione del fotone stesso, ma rilevano la natura di onda durante il volo dalla sorgente di fotoni al dispositivo di rilevamento. Per questo si dice comunemente che in un esperimento della doppia fenditura un fotone mostra la sua natura ondulatoria come se stesse passando attraverso entrambe le fessure e manifesta la sua natura particellare quando appare sullo schermo di rilevamento come scintillazione altamente localizzata.
Data l'interpretazione della fisica quantistica secondo la quale un fotone è sia nella sua veste di onda che nella sua veste di particella, la domanda sorge spontanea: "quando il fotone decide se sta viaggiando come onda o come particella?" Supponiamo un esperimento della doppia fenditura tradizionale preparato in modo che una delle fessure possa essere bloccata. Se entrambe le fenditure sono aperte e una serie di fotoni sono emessi dal laser, emergerà rapidamente sullo schermo di rivelazione un modello di interferenza. La configurazione di interferenza può essere spiegata solo come conseguenza di fenomeni ondulatori, così gli sperimentatori possono concludere che ciascun fotone appena emesso "decide" di viaggiare come onda. Se è disponibile solo una fessura allora non ci sarà alcun modello di interferenza.

## Interferometro semplice
Per capire sperimentalmente se un fotone "decida" di agire come onda o come particella, è stato proposto di utilizzare il metodo interferometrico. Ecco un semplice diagramma schematico di un interferometro a due configurazioni: l'esperimento prevede l'invio di un singolo fotone dall'ingresso in basso a sinistra verso il divisore di fascio situato in basso a sinistra. Inoltre, in questo apparato sono presenti due rivelatori in alto a destra: uno intercetta l'eventuale fotone proveniente dal basso (fascio blu), l'altro intercetta l'eventuale fotone proveniente da sinistra (fascio rosso). Il fotone parte dall'angolo in basso a sinistra e le probabilità di trasmissione o di riflessione del fotone sul divisore di fascio sono identiche. Quindi, o il fotone continua dritto per poi essere riflesso dallo specchio in basso a destra (fascio blu), oppure è riflesso dal divisore e riflesso nuovamente dallo specchio in alto a sinistra (fascio rosso). Ripetendo l'esperimento molte volte, ogni rivelatore rileverà in media un numero uguale di fotoni, senza mostrare figure di interferenza e quindi rivelandone la natura corpuscolare.

Interferometro aperto e chiuso

Se l'apparato è modificato in modo che un secondo divisore di fascio sia posizionato nell'angolo superiore destro, i due rivelatori presenteranno effetti di interferenza. Questi fenomeni sono conseguenza della natura ondulatoria della luce. Si può altresì affermare che ogni fotone deve aver percorso entrambi i percorsi come onda; altra cosa sarebbe accaduta se il fotone non avesse interferito con se stesso.

### Considerazioni
Poiché nulla è cambiato dalla prima configurazione sperimentale alla seconda e poiché nel primo caso il fotone decide di "scegliere" di viaggiare come particella e nel secondo caso si dice che abbia "scelto" di viaggiare come onda, Wheeler vuole sapere se, in via sperimentale, può determinarsi quando il fotone abbia "deciso". Sarebbe possibile lasciare che un fotone passi attraverso la regione del primo divisore di fascio mentre non c'è un divisore nella seconda posizione, provocando così la "decisione" di viaggiare e poi lasciare rapidamente il secondo divisore di raggio nel suo percorso? Avendo presumibilmente viaggiato come particella fino a quel momento, sarebbe il divisore di fascio a farlo passare come fosse una particella se il secondo il divisore di fascio non ci fosse? Oppure, si comporterebbe come se il secondo divisore di fascio fosse sempre stato lì? Si sarebbero manifestati effetti di interferenza? E se ci fossero effetti di interferenza significa che deve essere andato indietro nel tempo e ha cambiato la sua decisione su come viaggiare, come una particella o come un'onda? Wheeler voleva indagare le diverse ipotesi per ottenere dei dati oggettivi.
Ad Albert Einstein non piacevano queste possibili conseguenze della meccanica quantistica. Quando gli esperimenti furono finalmente messi a punto e ne consentirono la realizzazione, sia nella versione a doppia fenditura che nella versione con interferometro, fu definitivamente dimostrato che un fotone potrebbe iniziare la sua vita con una configurazione volta a dimostrare la sua natura particellare e finire in una configurazione ondulatoria. In questi esperimenti si potrebbero sempre dimostrare le caratteristiche ondulatorie anche interferendo con sé stesso. Inoltre, se l'esperimento fosse stato avviato con il secondo divisore di raggio e poi rimosso mentre il fotone era in volo, il fotone inevitabilmente si presenterebbe ad un rivelatore e non mostrerebbe alcun segno di interferenza. In questo modo la presenza o l'assenza del secondo divisore servirebbe per determinare se il fotone è un'onda o una particella. Molti sperimentatori hanno raggiunto un'interpretazione dei risultati sperimentali affermando che il cambiamento delle condizioni definitive sarebbe retroattivo, determinando ciò che il fotone ha "deciso" di essere solo nel momento in cui stava entrando il primo divisore. Come accennato in precedenza, Wheeler ha respinto questa interpretazione.
La versione di Wheeler dell'esperimento dell'interferometro non poteva essere eseguita in un laboratorio fino a poco tempo fa a causa della difficoltà pratica di inserire o rimuovere il secondo divisore di fascio nel breve intervallo di tempo tra la sua introduzione del primo divisore e il suo arrivo nella posizione prevista per il secondo divisore. Per questa realizzazione dell'esperimento vengono estese le lunghezze di entrambi i percorsi inserendo cavi in fibra ottica. Così facendo si rende l'intervallo di tempo in questione molto più lungo. Un dispositivo commutabile ad alta velocità su un percorso, costituito da un interruttore di alta tensione, un cell Pockel, e un prisma di Glan-Thompson, permettono di deviare tale percorso lontano dalla sua destinazione ordinaria così quel percorso giunge efficacemente a un vicolo cieco. Con la deviazione in funzione, nulla può raggiungere il rivelatore attraverso questa strada, quindi non ci può essere alcuna interferenza. Con esso spento il percorso riprende la sua normale modalità di azione e passa attraverso il secondo divisore, facendo riapparire l'interferenza. Con questa disposizione si ripristina la modalità ordinaria e passa attraverso il secondo divisore, ma non consente di passare da uno stato in cui l'interferenza non appare ad uno in cui l'interferenza appare, e farlo nell'intervallo di tempo tra la luce che entra lasciando il primo divisore e la luce che esce dal secondo divisore.

## Interferometro cosmico

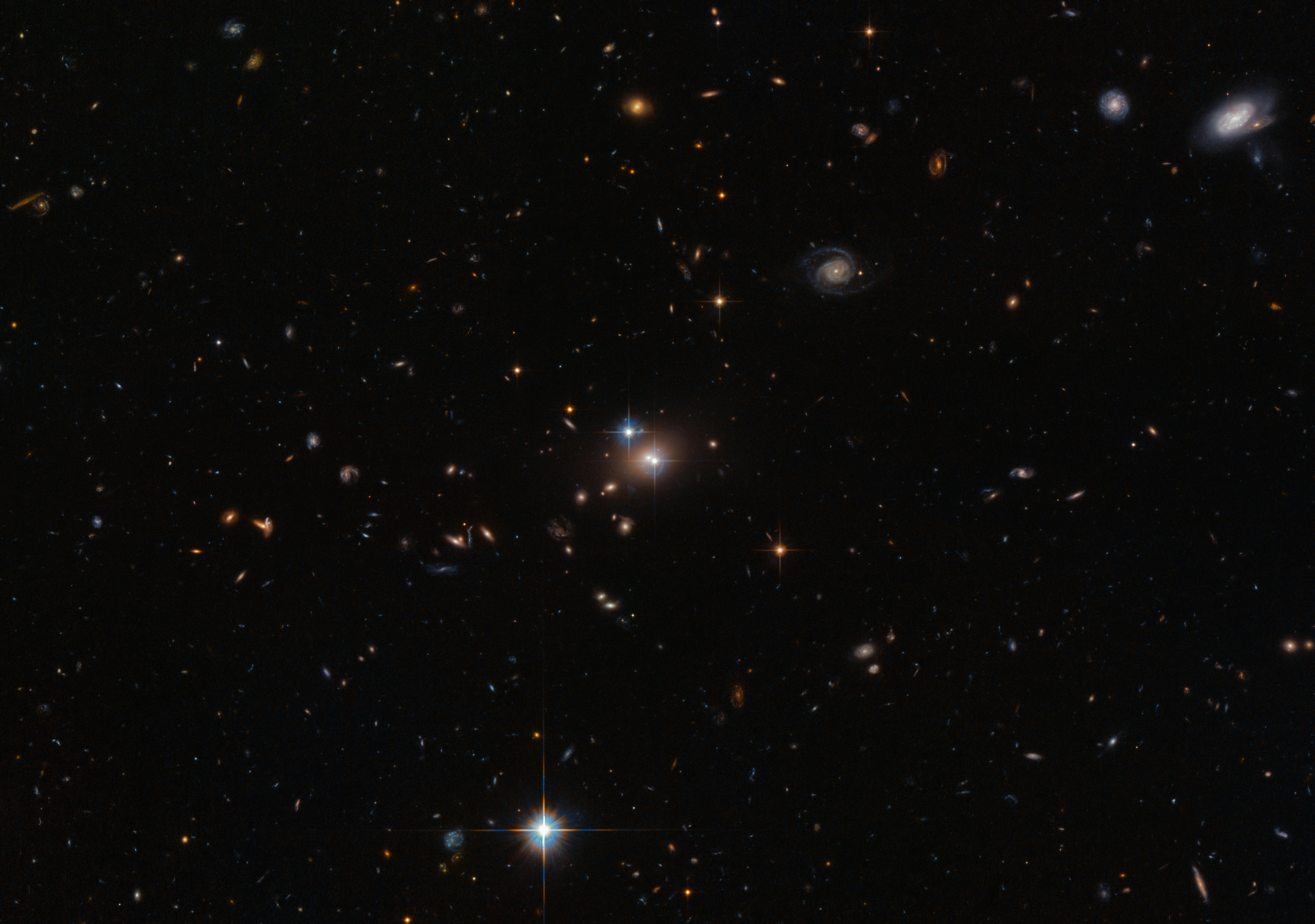
Doppio Quasar (QSO 0957+561), meglio conosciuto come "Twin Quasar", distante 9 miliardi di anni luce
.

Ipotesi di Wheeler

Nel tentativo di evitare di smantellare l'assioma di "causa ed effetto", alcuni teorici hanno suggerito che, se vi fosse o meno un secondo divisore di fascio installato e si potesse in qualche modo trasmettere di nuovo il fotone, inserendo tale dispositivo sperimentale, sarebbe possibile scoprire la "decisione". Così Wheeler ha proposto una versione cosmica del suo esperimento.
In questo esperimento mentale ci si chiede cosa accadrebbe se la luce di un quasar o di altri milioni di galassie a miliardi di anni luce di distanza dalla Terra passando vicino a una galassia si producesse una lente gravitazionale. Un fotone in viaggio verso la Terra avrebbe incontrato la distorsione dello spazio in prossimità di una galassia massiccia. A quel punto avrebbe dovuto "decidere" se passare attorno alla galassia (per effetto della lente gravitazionale) a destra o a sinistra, viaggiando come una particella o passare da entrambi i lati viaggiando come un'onda. Nel momento in cui il fotone arrivasse a un osservatorio astronomico a terra, cosa accadrebbe?

Percorsi separati e percorsi convergenti attraverso un divisore di fascio (beam-splitter)

Grazie alla lente gravitazionale, i telescopi dell'osservatorio vedrebbero due immagini dello stesso quasar, uno a sinistra della galassia, che funge da lente gravitazionale e uno a destra. Se il fotone avesse viaggiato come una particella che entra nel cilindro di un telescopio finalizzata alla visualizzazione dell'immagine del quasar di sinistra, deve aver deciso di viaggiare come una particella per tutti quei milioni di anni, o almeno così dicono alcuni sperimentatori. Se il fotone avendo viaggiato come una particella e viceversa, allora sarà rilevato dal telescopio puntato verso il giusto quasar. Così, milioni di anni fa il fotone ha deciso di recarsi nella sua veste di particella e casualmente ha scelto l'altra strada. Ma gli sperimentatori ora decidono di provare qualcosa di diverso. Dirigono l'uscita dei due telescopi in un divisore di raggio, come schematizzato, e scoprono che un'uscita è molto luminosa (indica interferenza positiva) e che l'altra uscita è sostanzialmente zero, indicando che le coppie di funzione d'onda in ingresso vengono auto-annullate.
Wheeler poi interpreta l'avvocato del diavolo e suggerisce che forse per i risultati sperimentali ottenuti significherebbe che gli astronomi avrebbero inserito istantaneamente il loro divisore di fascio sui fotoni che avevano lasciato il quasar alcuni milioni di anni fa e retroattivamente avrebbero deciso di viaggiare come onde. Anche quando gli astronomi hanno deciso di ritirare il loro divisore di fascio, tale decisione è stata riportata indietro nel tempo per fotoni che partivano alcuni milioni di anni più qualche minuto nel passato, in modo che i fotoni retroattivamente decidevano di viaggiare come particelle.
Diverse modalità di attuazione dell'idea di Wheeler sono stati eseguite attraverso esperimenti reali concludendo che nell'esperimento di scelta ritardata di Wheeler, ciò che avviene si fa nel dispositivo prima che il fotone venga rilevato, dovrà stabilire se si visualizzano fenomeni di interferenza o meno. Ma la retrocausalità sembra essere un miraggio.
L'esperimento cosmico descritto da Wheeler ha altri problemi, ma indirizzando le copie della funzione d'onda di un posto o in un tempo successivo il fotone coinvolge presumibilmente una "decisione" se essere un'onda o una particella che non richiede grande velocità. Uno ha circa un miliardo di anni per ottenere il lavoro fatto.
La versione cosmica dell'esperimento dell'interferometro potrebbe essere facilmente adattato per funzionare come un dispositivo a doppia fenditura cosmico come indicato in figura. Wheeler sembra non aver considerato questa possibilità, che è stata invece discussa da altri autori.

### Problemi nell'esecuzione dell'esperimento
La principale difficoltà nello svolgimento di questo esperimento è che lo sperimentatore non ha alcun controllo o conoscenza su quando ogni fotone ha iniziato il suo viaggio verso la terra, e lo sperimentatore non conosce la lunghezza di ciascuno dei due percorsi con il quasar distante. Pertanto è possibile che le due copie di una funzione d'onda potrebbero anche arrivare in tempi diversi. Abbinandoli nel tempo in modo che potessero interagire richiederebbe utilizzando qualche tipo di dispositivo che calcoli i ritardi. Prima che il compito possa essere fatto, sarebbe necessario trovare un modo per calcolare il tempo di ritardo.
Un suggerimento per sincronizzare gli ingressi delle due estremità di questo apparato sperimentale risiede nelle caratteristiche dei quasar e nella possibilità di individuare fonti identiche con alcune caratteristiche del segnale. Informazioni dai quasar Gemelli che Wheeler voleva usare come base della sua speculazione portata a terra a circa 14 mesi di distanza. Trovare un modo per mantenere un quanto di luce in una sorta di loop per più di un anno non sarebbe affatto facile.

## Versione della doppia fenditura

Apparato di doppia fenditura di Wheeler.

Un secondo tipo di esperimento assomiglia all'esperimento ordinario della doppia fenditura. Lo schema di questo esperimento dimostra che una lente sul lato opposto della doppia fenditura rende il percorso da ciascuna feritoia divergente leggermente dall'altro, dopo che si incrociano abbastanza vicino alla lente. Il risultato è che le due funzioni d'onda per ciascun fotone saranno in sovrapposizione di una distanza abbastanza piccola rispetto alle doppie fenditure, e se è inserito uno schermo di rilevamento nel punto dove le funzioni d'onda sono in sovrapposizione, le interferenze saranno visibili. In questo modo non c'è modo per un fotone d'essere determinato e arrivare nell'una o nell'altra delle fenditure. Tuttavia, se lo schermo di rilevamento viene rimosso le funzioni d'onda di ciascun percorso si sovrapporranno alle regioni aventi ampiezze inferiore e superiore ai loro valori di probabilità. 
Quando i telescopi mirano ad intercettare il centro dei due percorsi ci saranno uguali probabilità (circa il 50%) che un fotone appaia in uno di essi. Quando un fotone viene rilevato nel telescopio 1 i ricercatori possono associare tale fotone con la funzione d'onda che è emersa dalla fessura inferiore; quando si è rilevato nel telescopio 2 i ricercatori possono associare tale fotone con la funzione d'onda che è emersa dalla fessura superiore. La spiegazione che supporta questa interpretazione dei risultati sperimentali è che un fotone è emerso da una delle fessure. Un fotone deve essere partito dal laser, passato attraverso una delle due fessure e giunto da un unico percorso rettilineo corrispondente al telescopio.
La spiegazione retrocausale, che Wheeler non accetta, dice che con lo schermo di rilevamento la provenienza deve essere manifesta. Per manifestarsi tramite l'interferenza, un'onda luminosa deve essere emersa da ciascuna delle due fenditure. Pertanto, un singolo fotone quando entra nella membrana a doppia fenditura deve avere "deciso" che deve passare attraverso entrambe le fessure per essere in grado di interferire con sé stesso sullo schermo di rilevamento. Per nessuna interferenza manifestata, un singolo fotone che entra nel diaframma della doppia fenditura può avere "deciso" di andare in una sola fessura, perché questo determinerebbe il presentarsi presso la fotocamera del telescopio singolo.
In questo esperimento mentale i telescopi sono sempre presenti, ma l'esperimento può iniziare con lo schermo di rilevamento presente che poi verrà rimosso solo dopo che il fotone lascia il diaframma a doppia fenditura, oppure l'esperimento può iniziare con lo schermo di rilevamento assente che viene ad essere inserito subito dopo che il fotone lascia il diaframma. Alcuni teorici sostengono che inserire o rimuovere lo schermo con l'esperimento in corso può forzare un fotone a decidere retroattivamente di passare attraverso una delle fessure come una particella, quando era già transitato come un'onda, o viceversa. Ma Wheeler non accetta questa interpretazione:
(John Archibald Wheeler)

## Dettagli sperimentali
La discussione originale di John Wheeler riguardo alla possibilità di un quanto a scelta ritardata è apparsa in un saggio dal titolo Legge senza legge, che è stato pubblicato in un libro che lui e Wojciech Zurek Hubert hanno curato e chiamato Quantum Theory and Measurement. Dove ha introdotto il suo intervento riprendendo la diatriba tra Albert Einstein, che ha voluto una realtà comprensibile, e Niels Bohr, che pensava che concetto di realtà di Einstein era troppo limitato. Wheeler indica che Einstein e Bohr hanno esplorato le conseguenze dell'esperimento di laboratorio che verrá discusso di seguito, nel quale la luce riesce a trovare la sua strada da un angolo di una matrice rettangolare di specchi argentati o semi-argentati verso l'angolo opposto, e dove la luce mostra che non solo ha percorso meta' del cammino come singolo tratto e poi è uscita, ma è anche andata in entrambe le direzioni lungo il perimetro e ha quindi "fatto una scelta" se uscire da una porta o dall'altra. Non solo questo risultato è ottenuto per fasci di luce, ma anche per singoli fotoni di luce. Wheeler quindi ha osservato:
Dopo vari esperimenti di supporto pubblicati, Jacques ed altri hanno sostenuto che un loro esperimento segue completamente lo schema originale proposto da Wheeler il loro complicato esperimento si basava sull'interferometro di Mach-Zehnder, che coinvolge un diamante di colore N-V un generatore di fotoni, un polarizzazione e un modulatore elettro-ottico in qualità di un divisore di fascio commutabile. La misurazione in una configurazione chiusa ha mostrato l'interferenza, durante la misurazione in una configurazione aperta ha consentito il percorso della particella da determinare che ha reso impossibili le interferenze.

## Ulteriori esperimenti

Sostituire beam splitter registrando le immagini del telescopio proiettate su uno schermo di rilevazione comune.

Il primo esperimento reale per seguire l'intenzione di Wheeler per un apparecchio a doppia fenditura da sottoporre al metodo di determinazione di fine gioco è quello di Walborn et al.
Un esperimento di Ma et al, "Cancellazione quantica con scelta causalmente scollegata", conclude: "I nostri risultati dimostrano che il punto di vista che il sistema dei fotoni si comporta sicuramente come un'onda o sicuramente come una particella, richiederebbe una comunicazione più veloce della luce. Perché questo sarebbe in forte tensione con la teoria della relatività ristretta, crediamo che un tale punto di vista debba essere abbandonato.
I ricercatori che hanno accesso ai radiotelescopi originariamente progettati per il SETI hanno esplicitato le difficoltà pratiche di condurre l'esperimento interstellare di Wheeler.

## Conclusioni
Zeilinger et al. hanno riassunto ciò che può essere conosciuto come un risultato degli esperimenti che sono sorti dalle proposte di Wheeler: